# Jens Adams
Jens Adams (* 5. Juni 1992 in Minderhout) ist ein ehemaliger belgischer Cyclocrossfahrer.

## Sportlicher Werdegang
Adams fuhr 2008/2009 seine erste internationale Cyclocross-Saison als Junior. Seinen wichtigsten Erfolg hatte er mit dem Gewinn der belgischen U23-Meisterschaft 2014. In der Elite erzielte er zwei Siege bei nachrangigen Rennen (Illnau 2016, Mechelen 2024), gehörte jedoch stets der erweiterten Weltspitze an. Dreimal (2019, 2022 und 2024) war er unter den besten Zehn der Cyclocross-Weltmeisterschaften, 30 Mal gelang ihm dies bei Weltcup-Rennen. Mit dem zweiten Platz beim Hotondcross 2016 und dem dritten Platz beim Brussels Universities Cross 2022 gelangen ihm zwei Podiumsplätze im Rahmen der Trofee Veldrijden.
Von 2011 bis 2019 war Adams Mitglied der Profiteams BKCP-Powerplus bzw. Pauwels Sauzen-Bingoal, für die er auch im Straßenradsport aktiv war, hauptsächlich in heimischen Rennen. Seit 2020 fährt er im Cyclocross für wechselnde private Sponsoren. 2022 wurde er bei den belgischen Mountainbike-Meisterschaften Dritter im olympischen Cross-Country. Er beendete seine Karriere Anfang 2025 mit dem Ziel, fortan als Physiotherapeut zu arbeiten.

## Erfolge
2013/2014
 Belgischer Meister (U23)